# Parasenecio nipponica
Parasenecio nipponica là một loài thực vật có hoa trong họ Cúc. Loài này được (Miq.) H.Koyama mô tả khoa học đầu tiên năm 1995.